# 舊瓦爾基
49°51′42″N 35°33′8″E / 49.86167°N 35.55222°E
舊瓦爾基（烏克蘭語：Старі Валки）是位於烏克蘭東部的村莊，由哈爾科夫州博霍杜希夫區的瓦爾基市鎮負責管轄。該村始建於1663年，面積8.07平方公里，海拔高度183米，2001年人口99，人口密度每平方公里12.3人。